# Park Norweski w Cieplicach Śląskich-Zdroju
Park Norweski w Cieplicach Śląskich-Zdroju – znajdujący się w centrum Cieplic Śląskich-Zdroju park będący przedłużeniem Parku Zdrojowego na południe, za rzeką Wrzosówką.

## Historia
Park założono na pocz. XX w. a założycielem był Eugen Füllner, przemysłowiec i właściciel fabryki maszyn papierniczych. Nazwa pochodzi od pawilonu wybudowanego na wzór jednej z restauracji w Oslo. Pawilon został uroczyście otwarty 18 lipca 1909. Wybór daty był nieprzypadkowy – miał uświetnić wesele Wilhelma IV. Do lat 50. XX w. działała w nim restauracja, a do roku 2013 mieściło się w nim Muzeum Przyrodnicze. 

## Roślinność
W parku rośnie 57 gatunków drzew i krzewów, głównie klony, jawory, lipy drobnolistne, dęby szypułkowe i świerki. Park porastają również drzewa i krzewy owocowe, np. aronia śliwolistna, wiśnia ptasia, śliwa domowa, wiśnia pospolita, porzeczka agrest a także maliny i jeżyny.